# Zuzorkil
Zuzorkil es un paraje de la Sierra de Urbasa en la Comunidad Foral de Navarra. 

## Situación y descripción
Situado a una altitud de entre 950 y 1000 m s.n.m., en la cara norte de la Sierra de Urbasa
Es uno de los hayedos más húmedos de la Sierra, recibiendo precipitaciones de más de 1.800 l/m² al año, en donde existen ejemplares de hayas que superan los 20 m de altura y los 40 cm de diámetro.

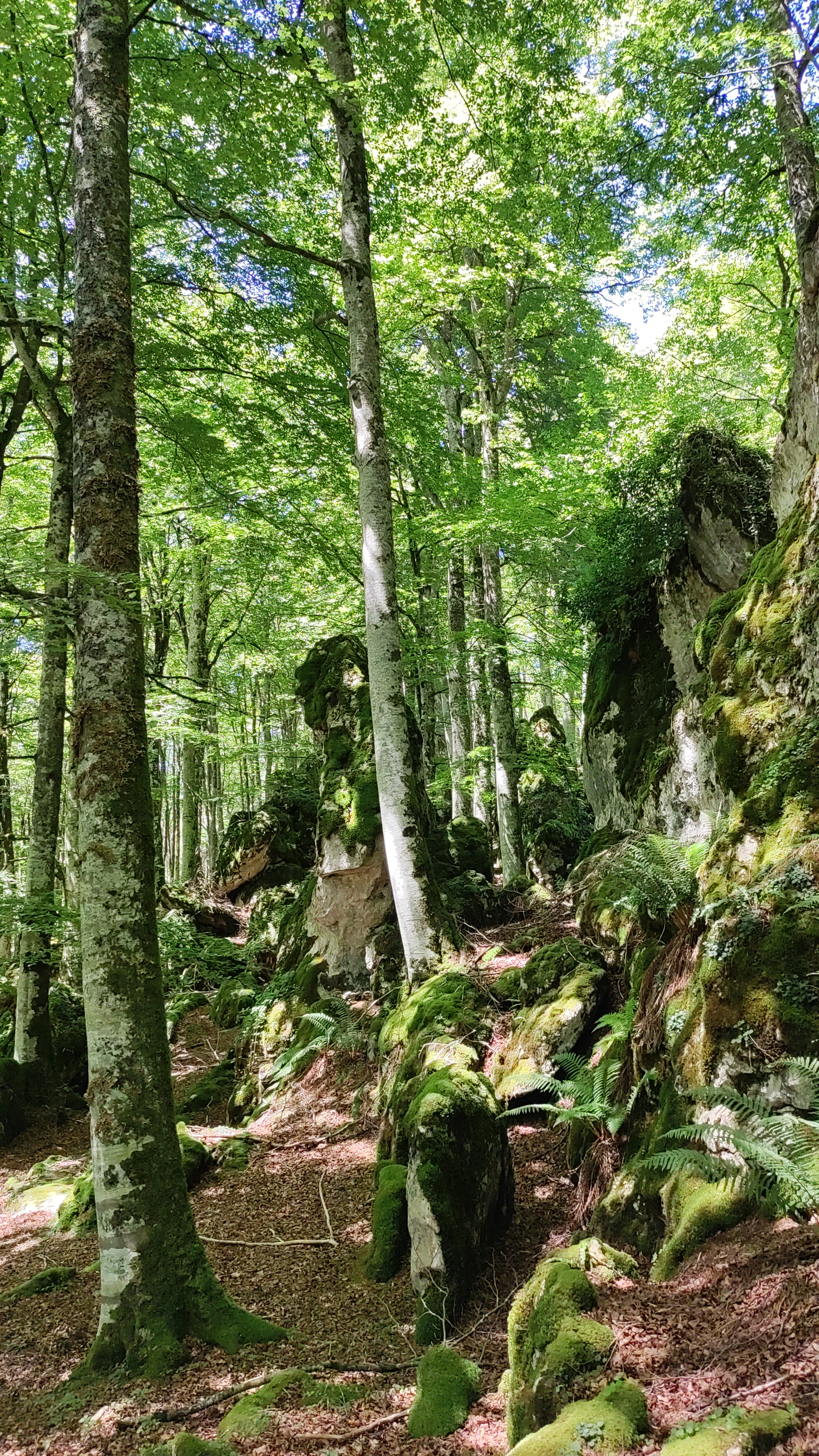
Pagadi Sorgindua

Desde el Centro de Información del parque natural Urbasa-Andía parte un sendero que atraviesa este paraje para ascender hasta las cumbres de la Sierra.